# 쉬디우르스시

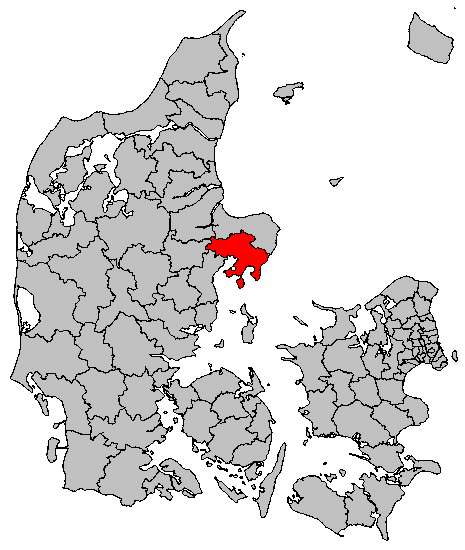
쉬디우르스 시의 위치

쉬디우르스시(덴마크어: Syddjurs Kommune)는 덴마크 중앙윌란 지역에 위치한 지방 자치체로 행정 중심지는 뢰네이며 면적은 696.7km2, 인구는 41,671명(2014년 4월 1일 기준)이다. 윌란반도 동부 연안에 위치한다.